# 镜铁区
镜铁区，是中华人民共和国甘肃省嘉峪关市下辖的一个行政管理区。
2009年12月1日，嘉峪关市雄关区、长城区、镜铁区挂牌成立。“中共嘉峪关市镜铁区委员会”、“嘉峪关市人民政府镜铁区”是市委、市政府派出机构，县级建制。区委、区行政内设党群工作部、经济发展部、综合管理部、社会事业部、办公室、卫生和计划生育办公室6个职能科室，均为科级建制，后陆续增加妇联、基层精神文明建设办公室、人大代表联络工作办公室。鏡鐵區辖前进街道，峪苑街道，朝阳街道，文殊镇，为嘉峪关市人民政府的正县级派出机构。全区共有干部职工487人，其中：在编干部154人（行政编制35人，参公编制1人，事业编制112人，工勤编制6人；处级干部11人，科级干部80人，一般干部63人），大学生村官、进村进社、三支一扶及民生实事人员共计28人，社区工作人员204人，协理员101人。2017年，管辖1个镇（文殊镇）、6个行政村（河口村、团结村、石桥村、冯家沟村、文殊村、塔湾村），13个社区（铁北社区、迎宾社区、铁南社区、德惠社区、昌盛社区、峪苑社区、曙光社区、和城社区、佳苑社区、朝晖社区、紫轩社区、明珠社区、南湖社区），总人口124515人，其中常住人口108473人。2017年实现农村社会总产值4.1亿元，其中农业总产值1.87亿元，二、三产业总产值2.05亿元。
辖区属于管理区，还不是正式的县级行政区。但是此三区的设置也结束了嘉峪关市不设区的历史。但嘉峪关市没有成立完全的区政府，只是将原来的市城区工委、郊区工委、工业园区三个单位撤了，职能转到三个重新划片管理区。
2019年6月28日《甘肃省人民政府关于同意嘉峪关市设立雄关街道办事处和钢城街道办事处的批复》（甘政函〔2019〕74号），撤销了镜铁区，辖域分入新设立的雄关街道办事处和钢城街道办事处。

## 行政区划
镜铁区下辖以下地区：
铁北社区、迎宾社区、铁南社区、德惠社区、昌盛社区、峪苑社区、曙光社区、和诚社区、佳苑社区、朝晖社区、紫轩社区和明珠社区。